# Objektraum und Bildraum
Unter dem Objektraum eines optischen Systems (z. B. eines Objektivs) versteht man die Menge aller Objektpunkte, die das System abbilden kann, und unter dem Bildraum die Menge der Punkte, auf die es einen Objektpunkt abbilden kann.
Sich in einer Ebene befindende Objektpunkte bilden eine Objektebene, sich in einer Ebene befindende Bildpunkte bilden eine Bildebene. Der Abbildungsmaßstab der optischen Abbildung der Objekt- auf die Bildebene ergibt sich mit Hilfe der Linsengleichung.
Die Bezeichnung Objektraum sagt aus, dass man die darin enthaltenen Punkte als Objektpunkte betrachtet. Ein Objektpunkt ist der Schnittpunkt von Lichtstrahlen, die sich vor dem optischen System befinden (Objektraumstrahlen) und von vorn auf dessen erste Fläche (Linsenoberfläche oder Spiegelfläche) auftreffen. Wenn die Strahlen zu Geraden verlängert werden, schneiden sie sich in dem Objektpunkt. Ebenso werden mit der Bezeichnung Bildraum die Punkte zusammengefasst, die von den aus dem System kommenden Strahlen erzeugt werden. Ein Bildpunkt liegt dort, wo sich die zu Geraden verlängerten Bildraumstrahlen schneiden.
Ein Objektpunkt muss also nicht vor dem optischen System liegen, sondern kann auch mitten im System oder dahinter liegen, und entsprechend kann ein Bildpunkt auch im oder vor dem System liegen. Objekt- und Bildraum sind nicht räumlich getrennt, sondern überlappen sich.

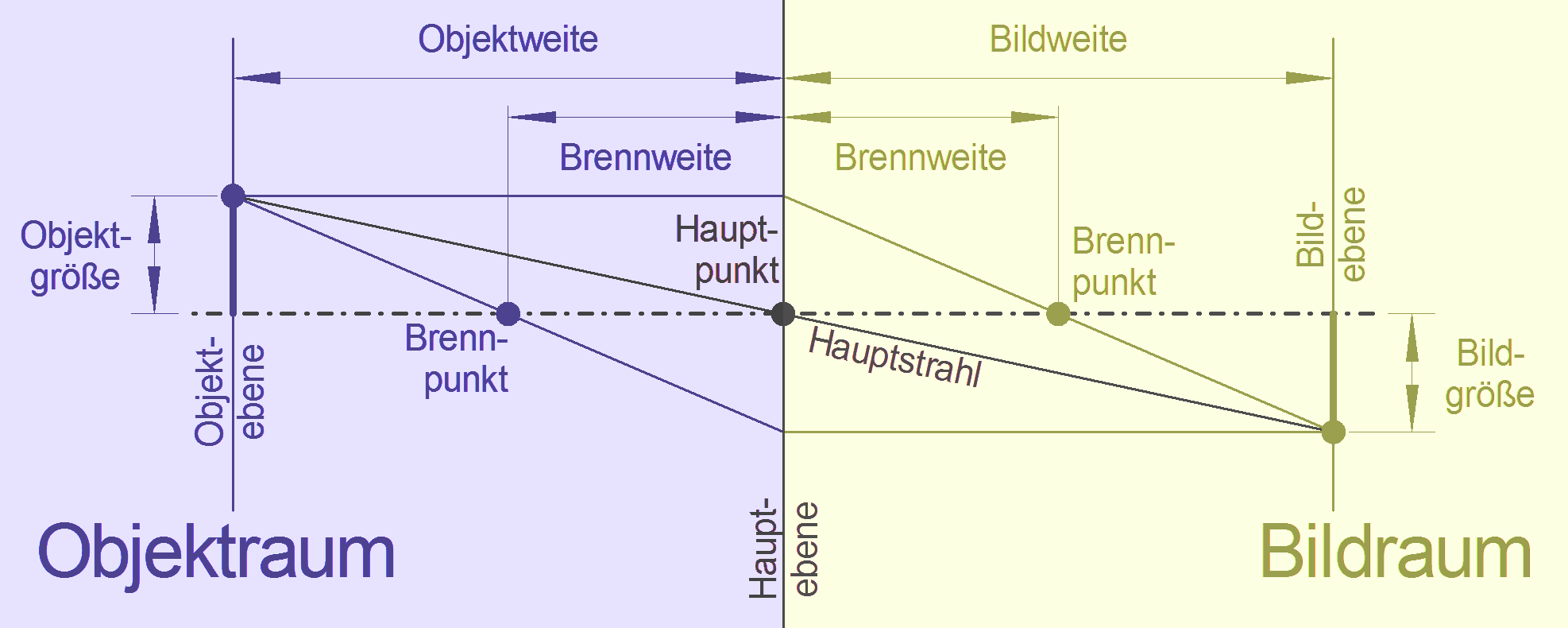
Ein Objekt mit einer gegebenen Objektgröße wird bei einem konvergenten Strahlengang von der Objektebene (respektive Gegenstandsebene) im Objektraum (links) aus der Objektweite über eine Hauptebene reell bei entsprechender Bildweite und Bildgröße in der Bildebene in den Bildraum (rechts) abgebildet. Es gibt sowohl einen objektseitigen als auch einen bildseitigen Brennpunkt. Hauptstrahlen gehen durch den Hauptpunkt, werden nicht abgelenkt und verbinden einen Objektpunkt auf gerader Linie mit einem Bildpunkt. Lichtstrahlen, die durch einen der Brennpunkte auf die Hauptebene treffen, werden parallel zur optischen Achse (Strich-Punkt-Linie) abgelenkt und umgekehrt.

## Reelle und virtuelle Objekt- bzw. Bildpunkte
Einen Objektpunkt bezeichnet man als reell, wenn er vor der ersten Fläche liegt, man also dort ein physisches Objekt (Gegenstand) platzieren kann, das dann vom System abgebildet wird. Anderenfalls nennt man ihn virtuell, d. h., er existiert nur als gedachter Punkt, wo sich die auf das System treffenden Strahlen schneiden. Nur wenn ein Objekt durch ein anderes, vorgeschaltetes optisches System (als dessen Bild) erzeugt wird, können die Objektpunkte virtuell sein.
Entsprechend ist ein Bildpunkt reell, wenn er hinter der letzten Fläche des Systems liegt, wenn man dort also zum Beispiel eine Mattscheibe anordnen kann, um das Bild aufzufangen. Anderenfalls ist er virtuell. Ein virtueller Bildpunkt kann nur dazu dienen, von einem nachgeschalteten System (als dessen Objektpunkt) weiter abgebildet zu werden. Dies kann auch das Auge einer Person sein, die das virtuelle Bild betrachtet.
Beispiele für reelle Objektpunkte sind die Punkte eines Motivs in der Fotografie. Wenn das Objekt ein physischer Gegenstand ist, dann sind seine Punkte stets reell. Auch die Bildpunkte müssen reelle Punkte sein, sonst könnte man die Bilder nicht mit einem Film oder digitalen Bildsensor auffangen.
Virtuell ist beispielsweise das Bild, das vom Objektiv eines Galilei-Fernrohrs erzeugt wird. Das Okular wird schon vor der Ebene dieses Zwischenbildes angeordnet und nimmt die Strahlen auf, bevor sie sich im Bildpunkt schneiden. Dieses Zwischenbild ist wiederum ein virtuelles Objekt für das Okular. Das vom Okular erzeugte Bild, das im Unendlichen liegt, ist ebenfalls virtuell und wird wiederum vom Auge des Benutzers betrachtet. Erst auf der Netzhaut des Auges entsteht ein reelles Bild.